# Fimosis
Fimosis of voorhuidsvernauwing is een aangeboren of (door infectie) verkregen vernauwing van de voorhuid. De man kan de voorhuid niet over de eikel schuiven (eikel ontbloten) waardoor hij het smegma (wit huidsmeer) niet kan verwijderen. Bij kleine kinderen is dit niet ongewoon en is er meestal geen behandeling nodig. Bij pubers en volwassenen is er als gevolg hiervan kans op balanitis, een ontsteking van de eikel. Verder heeft men vaak pijn bij de geslachtsgemeenschap. De oorzaak is meestal aangeboren, bijvoorbeeld door een  te kort toompje.
Als de voorhuid wel in normale toestand van de penis kan worden geschoven, maar niet in erectie, dan is er sprake van relatieve voorhuidsvernauwing. Als in zo'n geval met een ontblote eikel een erectie optreedt, dan kan de bloedtoevoer worden afgesneden. Dit is een Spaanse kraag.

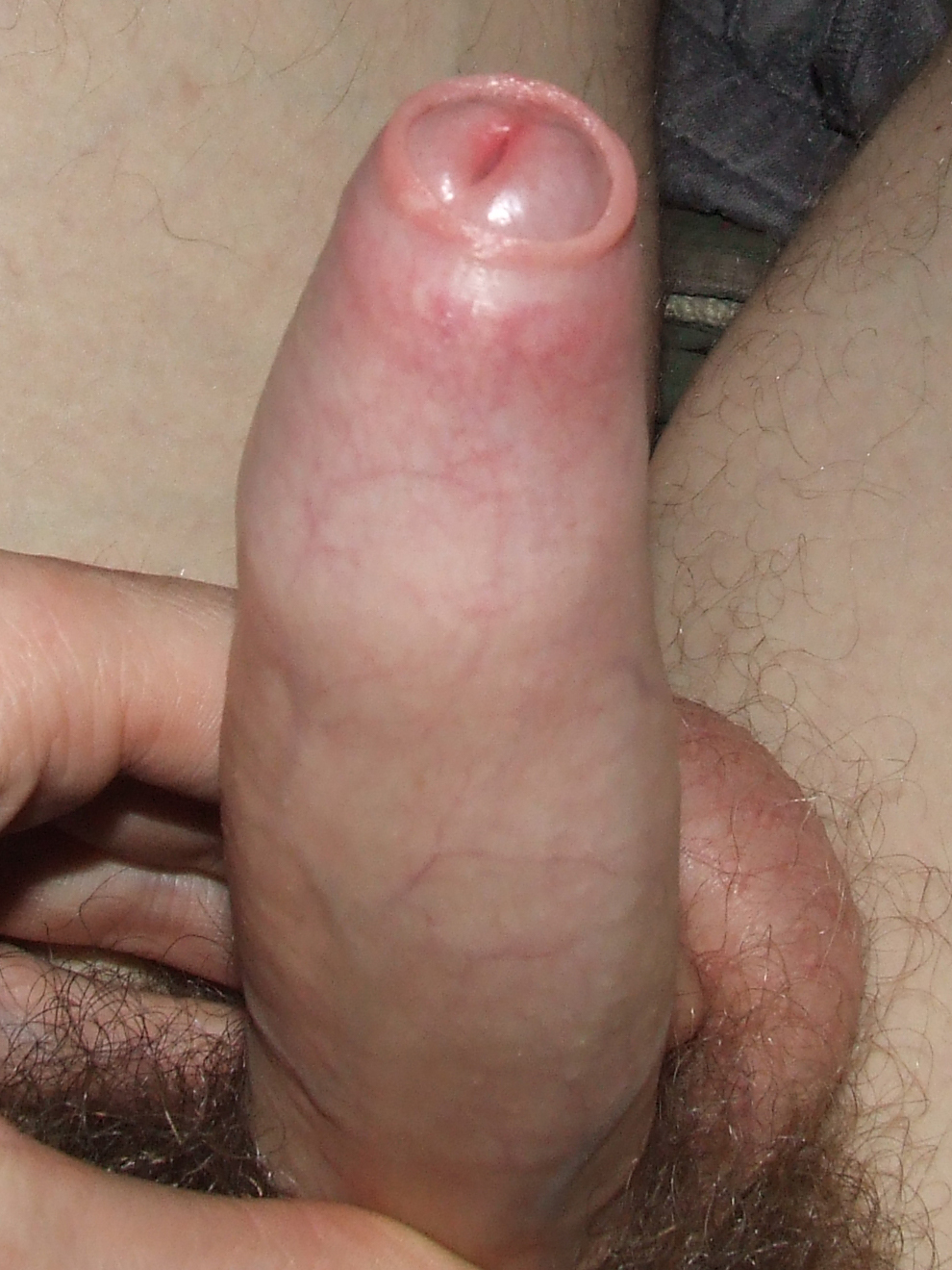
Fimosis

De diagnose van fimosis wordt soms verkeerd gesteld in plaats van andere obstructieve problemen, zoals verkleving of een strakke voorhuid. Er wordt in deze gevallen vrij snel overgegaan tot circumcisie (besnijdenis), terwijl het terugtrekken of oprekken van de voorhuid (door de patiënt zelf of in sommige gevallen onder verdoving) eveneens het probleem kan verhelpen.

## Bij vrouwen
Vrouwen hebben clitorale fimosis als de clitorishoed de gehele clitoris bedekt, al dan niet als gevolg van overtollig huidweefsel. Sommige vrouwen hebben daardoor minder gevoel of meer moeite bij het bereiken van een orgasme. Uit een onderzoek door onderzoekers van de Boston University School of Medicine bleek dat ongeveer 25% van de vrouwen die werden behandeld voor seksuele problemen last had van clitorale fimosis.